# Außenjade

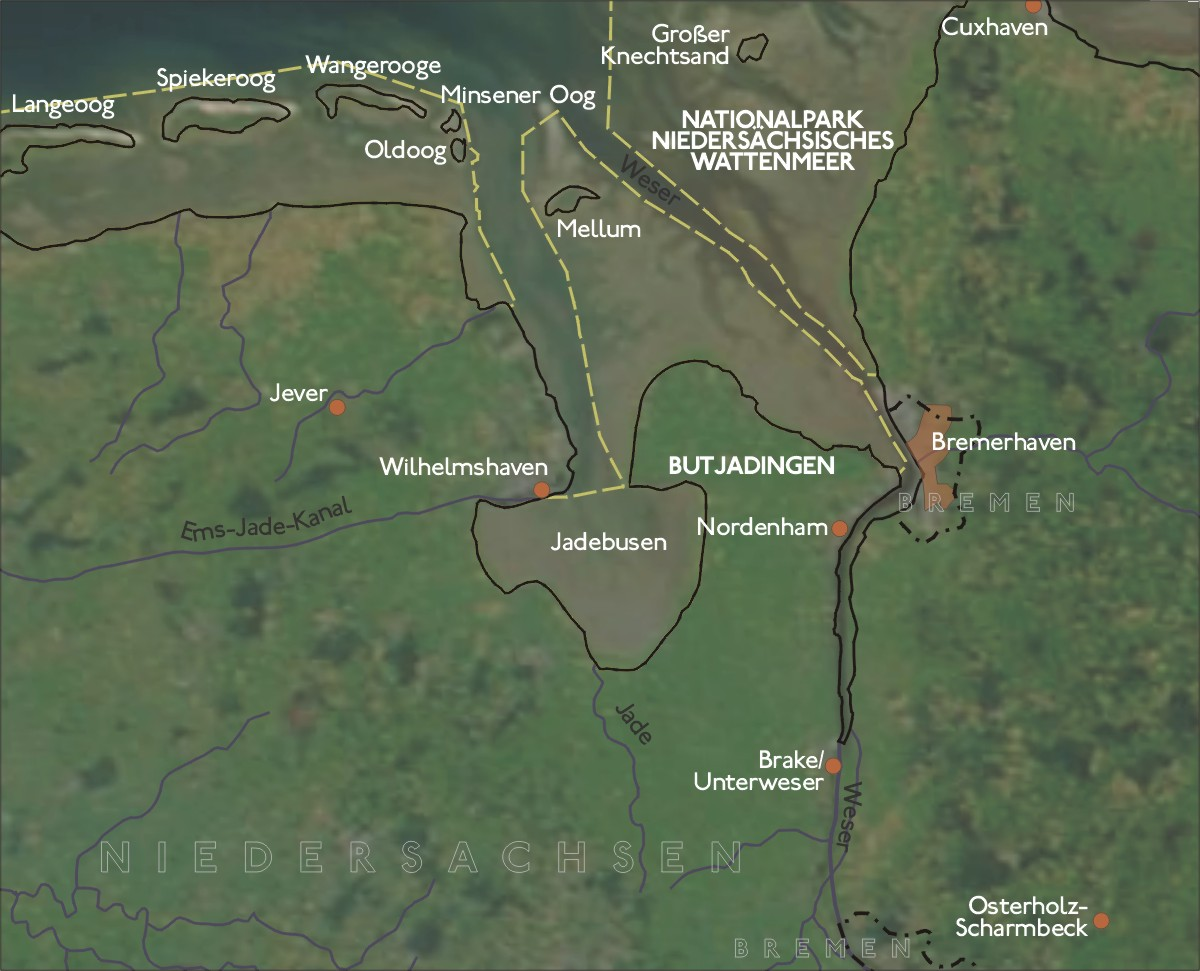
Fahrwasser von Jade und Weser heute

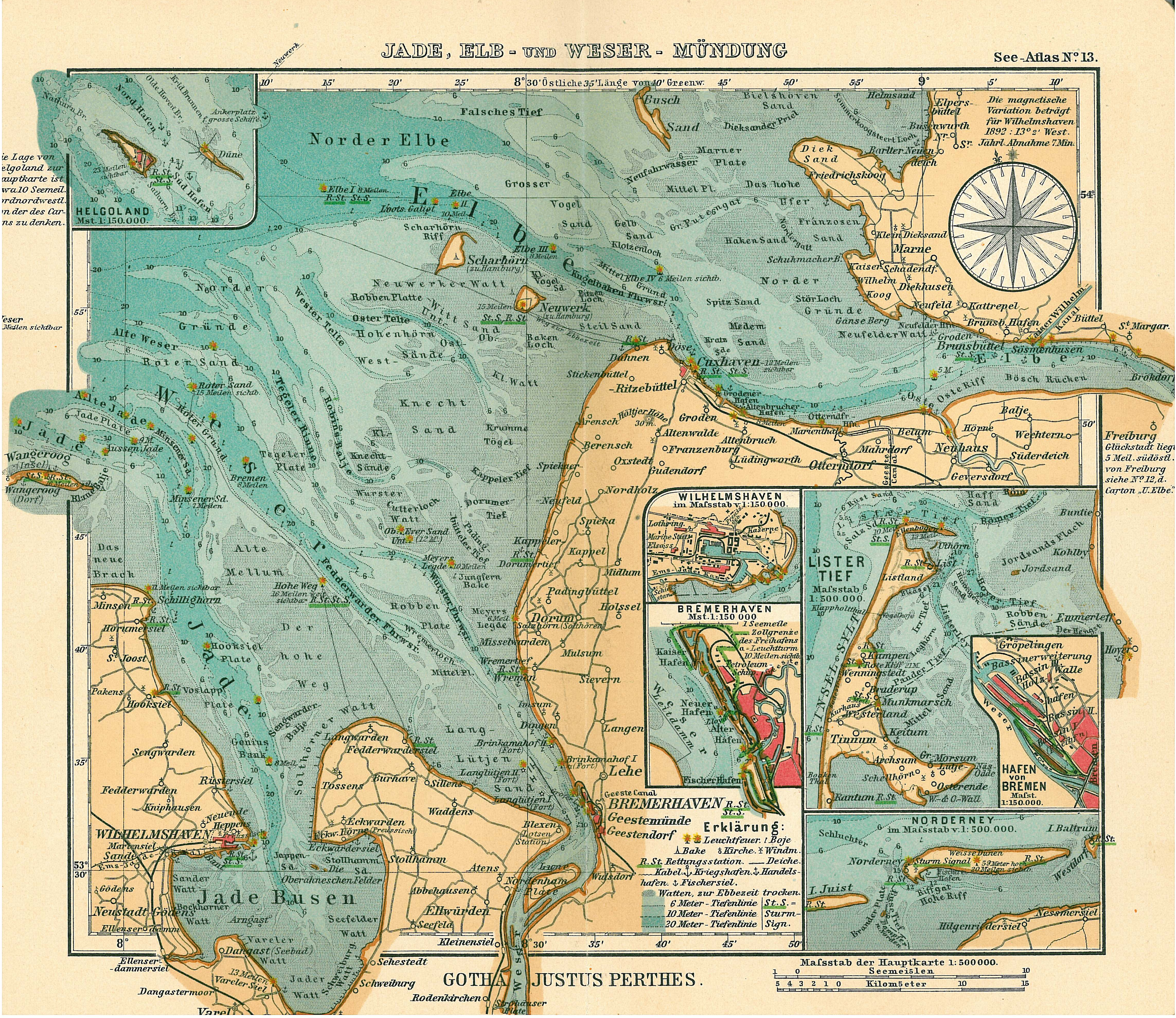
Jade-, Weser- und Elbemündung 1906

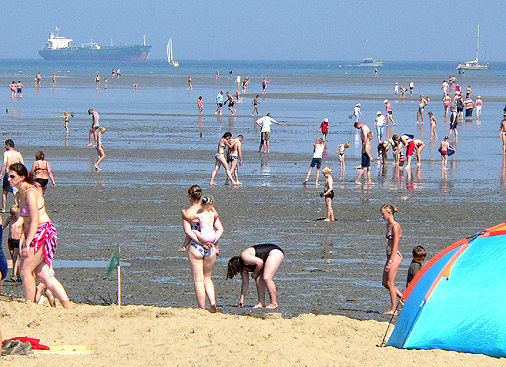
Blick auf die Außenjade vom Friesenhörn (Schillig)

Als Außenjade wird der Abschnitt der Deutschen Bucht bezeichnet, der zwischen der Innenjade und dem Übergang des Jadestroms in die offene Nordsee liegt. Der Strom beginnt im Süden bei km 25 der Bundeswasserstraße Jade an der Linie Schillig–Mellum (km 0 befindet sich in Höhe der ehemaligen I. Einfahrt zu den Wilhelmshavener Häfen). Östlich der Insel Minsener Oog biegt er in Richtung Nordwesten ab und mündet bei km 54 nördlich von Spiekeroog in die offene Nordsee. An diesem Punkt werden Seeschiffe lotsenpflichtig, die das Jadefahrwasser in Richtung Südosten benutzen wollen. Die Außenjade umfasst im Westen auch das Gebiet des Platengürtels und des seeseitigen Küstenvorfelds von Wangerooge und Minsener Oog.

## Begrifflichkeit
Das zusammenhängende Gebiet von Innen- und Außenjade wird oft als Jade bezeichnet. In diese Bezeichnung für das Seegebiet nördlich des Flusses Jade wird häufig auch der Jadebusen einbezogen. Das Seegewässer Jade bildet insofern keine Fortsetzung des Flusses Jade, als bereits unmittelbar hinter der Mündung der Jade in den Jadebusen der Salzgehalt des Wassers 3,0 Prozent beträgt, da das Einzugsgebiet des Flusses Jade relativ klein ist. Der Salzgehalt der offenen Nordsee ist nur um 0,5 Prozentpunkte höher.
Insofern, als sich in die Nordsee kein Fluss ergießt, stellt die Jademündung streng genommen kein Ästuar dar. Trotzdem ist gelegentlich von einem „Jade-Ästuar“ die Rede.

## Leuchtfeuer
Um Schiffen den Weg in die Jade zu weisen, wurde 1871 das Feuerschiff „Außenjade“ in der Jademündung verankert. Die Position des Schiffs war 53°48' Nord, 8°1' Ost. 1903 wurde das Schiff durch das Feuerschiff „Außenjade II“ ersetzt. Dieses Schiff blieb bis 1978 in Betrieb. Der Leuchtturm „Mellumplate“ wurde zwischen 1939 und 1942 errichtet. Sein Standort ist 53°46′18″ Nord, 8°5′33″ Ost (nördlich der Insel Mellum am Ostrand des Jadefahrwassers). Er ist heute noch in Betrieb.
Auf der gegenüberliegenden (süd)westlichen Seite der Außenjade ist heute noch der Neue Leuchtturm Wangerooge (Position: 53°47 Nord, 7°52' Ost) in Betrieb. Der Neue Leuchtturm Wangerooge löste 1969 den Alten Leuchtturm Wangerooge (53°47 Nord, 7°53' Ost) als Leuchtfeuer ab. Die Richtfeuer Minsener Oog Buhne A (53°47' Nord, 8°0' Ost) und Minsener Oog Buhne C (53°45' Nord, 8°1' Ost) waren bis 1998 in Betrieb.

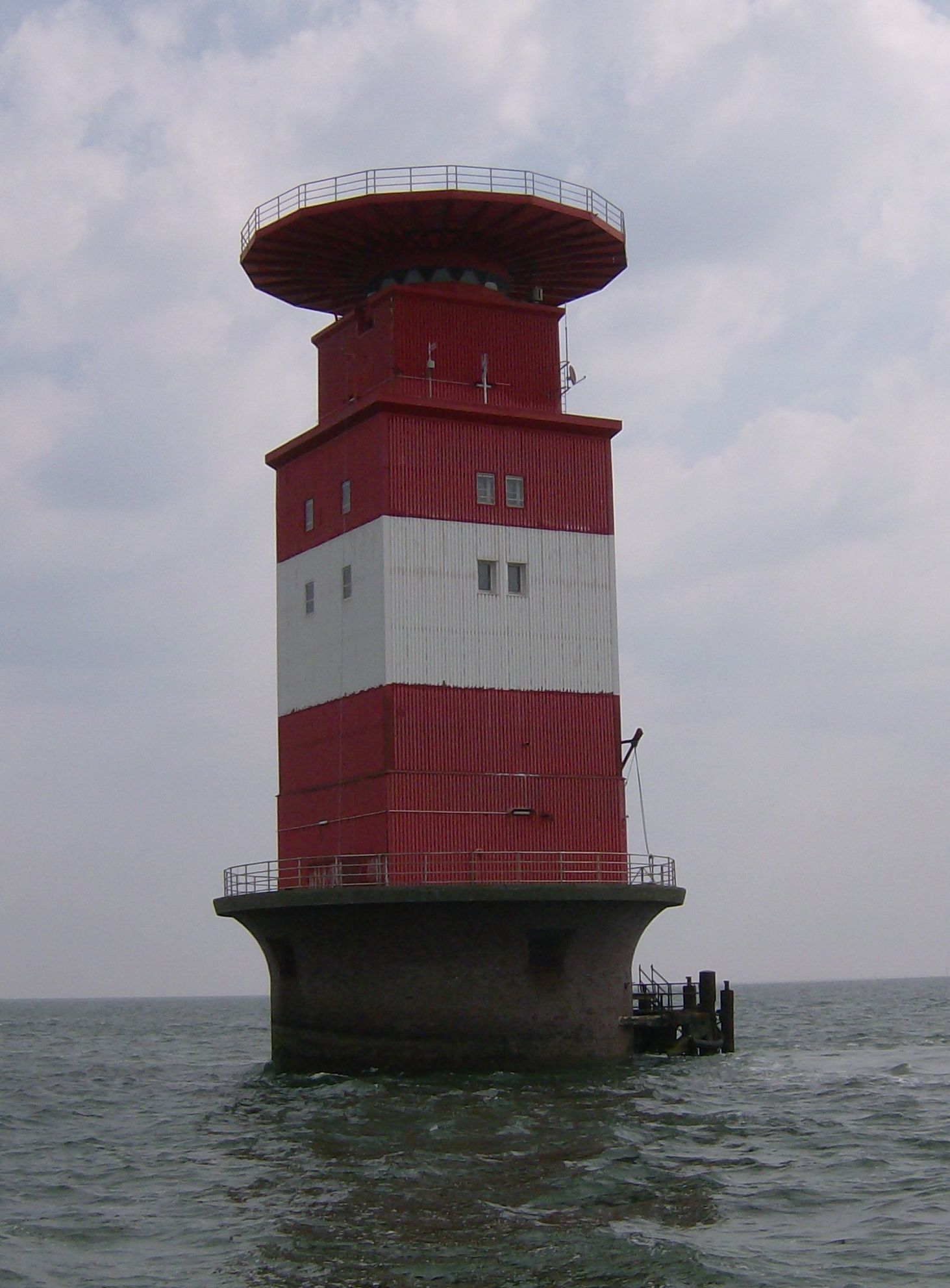
Leuchtturm Mellumplate
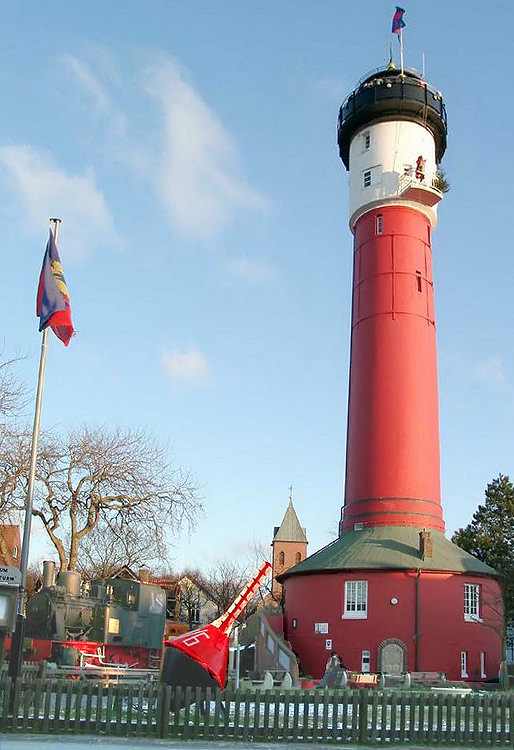
Alter Leuchtturm Wangerooge
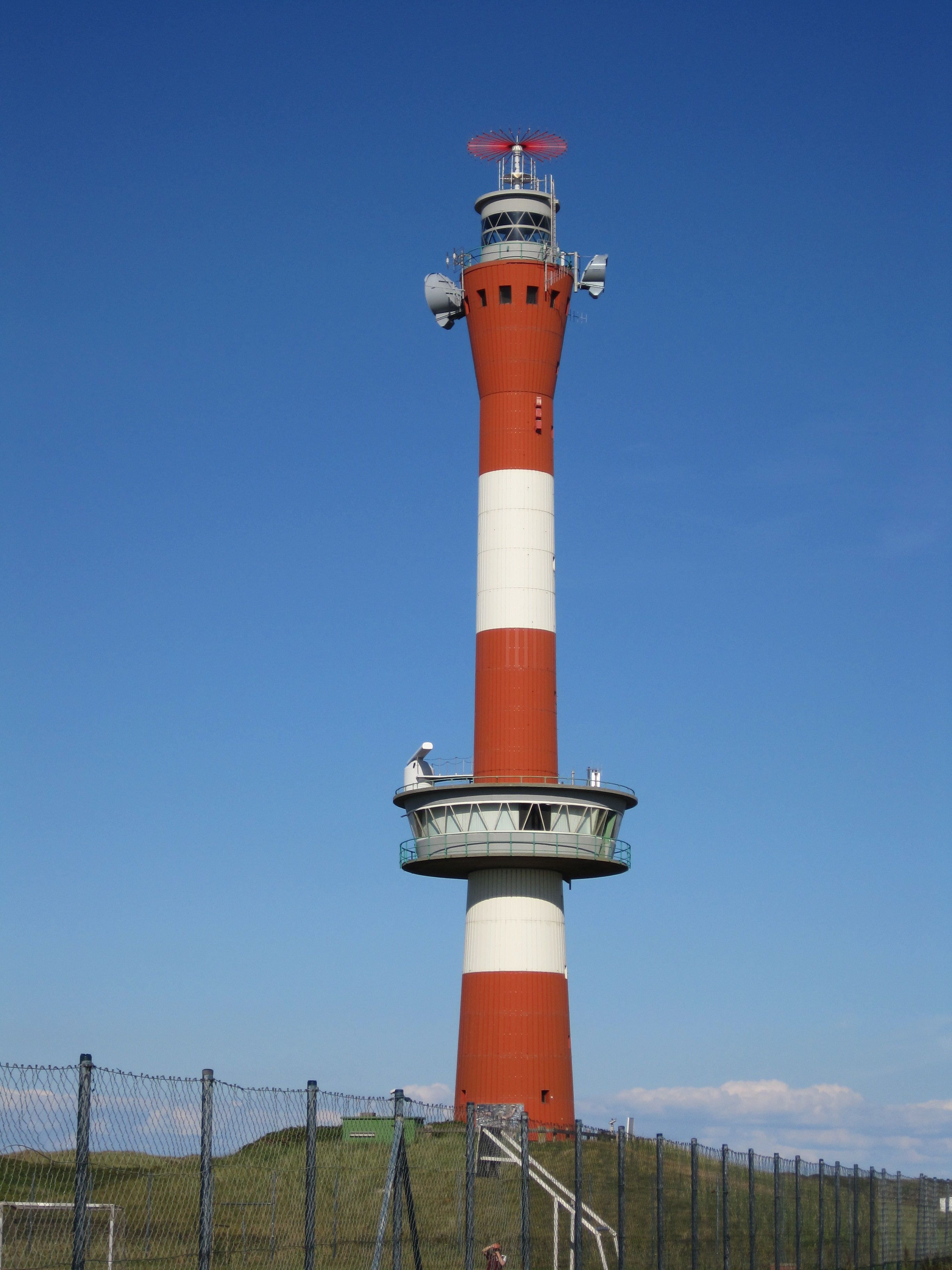
Neuer Leuchtturm Wangerooge

## Fahrrinne
Die Wassermengen des Jadebusens, die bei jedem Gezeitenwechsel durch die Außenjade strömen, halten die Fahrrinne schon zum größten Teil frei von Versandung und Verschlickung. Daher muss nur selten mit (Saug-)Baggern nachgearbeitet werden. Dies ist ein großer Vorteil des Tiefwasserhafens Wilhelmshaven, dessen Tiefe Hamburg und Bremerhaven nicht aufweisen können. Lediglich eine Querströmung zwischen dem ostfriesischen Festland und der Inselkette der ostfriesischen Inseln würde regelmäßig Sand Richtung Fahrrinne spülen. Dagegen wurde ab 1906 am Olde Oog ein Dammbauwerk errichtet, das diese Strömung abhält.